# 1889年阿皮亚气旋
1889年阿皮亚气旋是南太平洋的一个热带气旋，該熱帶氣旋于1889年3月15日薩摩亞危機期间席卷了萨摩亚的阿皮亚。受阿皮亚气旋影響，阿皮亚的港口航运幾乎停擺。 